# Jackie Basehart
John Anthony Carmine Michael "Jackie" Basehart  (Santa Mónica (California), 11 de octubre de 1951 – Milán, 16 de mayo de 2015) fue un actor ítaloestadounidense.

## Biografía
Basehart era hijo del actor Richard Basehart y de la actriz Valentina Cortese, que se conocieron en un rodaje.
Entre mediados de los 70 y principios de los 80, fue una de las figuras más reconocidas del cine italiano, apareciendo en multitud de películas, casi siempre en papeles secundarios. En ese momento fue aclamado por "genio e imprudencia" debido a sus excesos, que tenían un amplio espacio en las columnas de chismes italianos.
Diagnosticado con una Parálisis supranuclear progresiva, que progresivamente implicaba dificultad para tragar, obesidad, varias hospitalizaciones y operaciones, y parálisis gradual, murió en su casa de Milán el 16 de mayo de 2015, a los 63 años, cuatro años antes de que su madre falleciera.

## Filmografía
- Sealed Orders - Voyage to the Bottom of the Sea (1967)
- La linea del fiume, de Aldo Scavarda (1976)
- Mimì Bluette, de Carlo Di Palma (1976)
- El juramento del Corsario Negro (The Black Corsair), de Sergio Sollima (1976)
- Aquel maldito tren blindado (The Inglorious Bastards), de Enzo G. Castellari (1978)
- La mano de hierro de la mafia (Mafia, una legge che non perdona), de Roberto Girometti (1980)
- Sexualmente hablando (Sesso e volentieri), de Dino Risi (1982)
- Vaya guerra (Viuuulentemente mia), de Enzo Barboni (1982)
- Odd Squad (1983) - Pvt. Kirk Jones
- Mai con le donne (1985)
- Festival (1996)
- El retorno de Sandokán (Il ritorno di Sandokan), de Enzo G. Castellari (1996)
- Té con Mussolini (1999) - Count Bernardini (final film role)